# Au-Haidhausen
Au-Haidhausen, Stadtbezirk 5 Au-Haidhausen – 5. okręg administracyjny Monachium, w Niemczech, w kraju związkowym Bawaria. W 2023 roku okręg zamieszkiwało 63 583 mieszkańców.
Au leży naprzeciwko starego miasta na wschodnich terenach doliny rzeki Izary i w mniejszym stopniu na wysokich brzegach rzeki Izary, podczas gdy Haidhausen leży nad dolnym Au całkowicie na górnym tarasie rzeki Izary. Okręg 5 graniczy z Bogenhausen od północy, Altstadt-Lehel i Ludwigsvorstadt-Isarvorstadt od zachodu, Berg am Laim od wschodu, Obergiesing od południa i Untergiesing na poziomie rzeki Izary.